# Минівка (зупинний пункт)
Минівка — пасажирський залізничний зупинний пункт (колишня залізнична станція) Полтавської дирекції Південної залізниці на електрифікованій лінії Полтава — Берестин між станціями Полтава-Південна (13 км) та Селещина (10 км). Розташований на околиці однойменного села Полтавського району Полтавської області. 

## Історія
У 1898 році відкритий як залізничний роз'їзд, який згодом перетворився на залізничну станцію. 
У 1903—1906 роках роз'їзд очолював станційний наглядач — селянин Пісоцький Гаврило Якович.
5 травня 2012 року відбулося відкриття електрифікованої змінним струмом (~25 кВ) дільниці Полтава-Південна — Лозова.
Наразі колишня залізнична станція переведена у категорію зупинний пункт.

## Пасажирське сполучення
На платформі Минівка зупиняються приміські електропоїзди сполученням Полтава — Лозова.